# 府中駅 (東京都)
府中駅（ふちゅうえき）は、東京都府中市宮町一丁目にある、京王電鉄京王線の駅である。京王中央管区所属。駅番号はKO24。
「明星中学高等学校 明星小学校 明星幼稚園 最寄駅」の副駅名が設定されている。

## 概要
当駅は地理的にも行政的にも府中市中心部に位置しており、JR府中本町駅と共に府中市を代表する駅である。当駅と府中本町駅との距離は900 m程あり、隣の分倍河原駅がJR南武線・京王線との接続駅であったり、府中駅から府中本町駅までは距離があるため、乗換案内はされない。なお、当駅から続くJR府中本町駅周辺エリアは、立川駅や町田駅などに次ぐ、東京多摩地域有数規模の繁華街・市街地が形成されている。
「都会的で現代的なミュージアムをイメージさせる駅」として、関東の駅百選にも選定されている。駅周辺は府中市まちの環境美化条例により「環境美化推進地区」に指定されており、路上喫煙が終日禁止され、啓蒙活動とパトロールが行われている。
2013年（平成25年）4月24日より、新たに接近メロディの使用を開始し、1・2番線は、府中市出身である村野四郎が作詞した「ぶんぶんぶん」、3・4番線は郷土民謡である「府中小唄」が使用されている。但し上り京王ライナー・Mt.TAKAO号は専用接近メロディに変更される。
2015年（平成27年）4月1日より、副駅名標板として「明星中学高等学校 明星小学校 明星幼稚園 最寄駅」が設置された。なお京王電鉄副駅名標板は広告商品として駅構内有料広告と言う扱いであり、掲載する企業や団体が広告主となっているもので、2014年11月1日に初めて南大沢駅で試験的に導入後、翌12月より広告商品として販売開始、府中駅を含む6駅に設置された

## 歴史

### 年表
- 1916年（大正5年）10月31日：京王電気軌道の停留場として開設[6]。
- 1925年（大正14年）3月24日：玉南電気鉄道開通[6][7]。
- 1926年（大正15年）12月1日：玉南電気鉄道が京王電気軌道に吸収合併[6][8]。
- 1928年（昭和3年）5月22日：当駅を境に京王線と玉南線で分かれていた現在の京王線が直結、新宿駅 - 東八王子駅間直通運転開始[6]。
- 1944年（昭和19年）5月31日：陸上交通事業調整法に伴う戦時合併に伴い、東急電鉄（大東急）の駅となる[6][8]。
- 1948年（昭和23年）6月1日：東急から京王帝都電鉄が分離、同社の駅となる[6][8]。
- 1974年（昭和49年）：下りホーム延伸[9]。延伸工事に伴い下り待避線撤去[10]。
- 1981年（昭和56年）10月16日：駅周辺連続立体交差事業による高架化工事着手[10]。
- 1983年（昭和58年）：10両編成対応ホームとなる[9]。
- 1989年（平成元年）10月14日：下り線高架化[11][12]。
- 1991年（平成3年）4月27日：上り線高架化[11]。
- 1993年（平成5年）3月1日：新駅舎使用開始[6]、連続立体交差事業完了[10]。
- 1996年（平成8年）3月20日：駅ビル「京王府中ショッピングセンター」（現・ぷらりと京王府中）開業[13][14]。
- 1998年（平成10年）10月14日：関東の駅百選に選定[6][15]。選定理由は「都会的で現代的なミュージアムをイメージさせる駅」[15]。
- 2001年（平成13年）3月27日：ダイヤ改正に伴い、準特急新設。停車駅となる[16][17]。
- 2013年（平成25年）4月24日：接近メロディとして「ぶんぶんぶん」、「府中小唄」の使用を開始[3][18]。
- 2015年（平成27年）4月1日：副駅名称として「明星中学高等学校 明星小学校 明星幼稚園 最寄駅」を設定[4]。
- 2018年（平成30年）2月22日：ダイヤ改正に伴い、下り京王ライナー新設、停車駅となる[19]。下りは当駅からは座席指定券なしで乗車可能。
- 2019年（平成31年）2月22日：ダイヤ改正に伴い、上り京王ライナー新設、停車駅となる[20]。上りでは座席指定券が必要となる（下りは引き続き座席指定券不要）。
- 2020年（令和2年）2月12日：定期券売り場営業終了[21]。
- 2022年（令和4年）3月12日：ダイヤ改正に伴い、準特急が特急に統合される形で廃止。

### 駅名の由来
当駅所在地の「府中（武蔵国の国府）」から、「府中駅」と名付けられる。

## 駅構造
三層構造の高架駅であり、島式ホーム2面4線は最上階（3階）にある。地上駅時代は貨物用の側線があった。
プラットホーム階より階段・エレベーター・エスカレーターで1階下りた所が改札階（2F）であり、改札口は南北に2か所ある。駅舎は駅ビル（ショッピングセンター）と一体となった構造である。改札階を出ると南北にペデストリアンデッキ「府中スカイナード」が続いている。地上階（1階）は駅前ターミナルとなっており、路線バスとタクシーの発着場となっている。
改札階と地上階間にもエスカレーター・エレベーターがある。エレベーターは高架化当時はホームまで通じていて、改札内外に跨り駅員誘導が必要なため車椅子等専用であった。その後改札階 - 地上階間の改札外専用とされ、利用の制約はなくなった。また、改札階からホームまでのエレベーターも別に設置された。
トイレは2F改札口内の新宿方階段付近にあり、ユニバーサルデザインの一環として「だれでもトイレ」も設置されている。2013年（平成25年）にはトイレが改修され、京王電鉄駅改札内旅客用トイレでは初となる温水洗浄便座（ウォシュレット）が設置された。

### のりば
| 番線 | 路線   | 方向 | 行先                                             |
| ---- | ------ | ---- | ------------------------------------------------ |
| 1・2 | 京王線 | 下り | 高幡不動・多摩動物公園・京王八王子・高尾山口方面 |
| 3・4 | 京王線 | 上り | 調布・明大前・笹塚・新宿・ 都営新宿線方面        |

- 主本線は2・3番線であり、1番・4番線は待避線である。
- 一部列車を除き、特急・急行と快速・各停の緩急接続が終日に渡り行われている。
- 高幡不動駅での緩急接続が少なくなったため、当駅を出発したほとんどの下り列車はそのまま高尾線との分岐駅である北野駅まで先着する。
- 当駅始発列車が設定されている（平日早朝上り各停1本と朝下り各停1本）。
- 2018年（平成30年）2月22日ダイヤ改正より運行開始した京王ライナーのうち、下り列車については、当駅より先、座席指定券無しで乗車券のみで乗れる。上り列車は、当駅で乗車する場合は座席指定券が必要で、次の停車駅は明大前駅・終点京王線新宿駅となり、途中駅は全て通過する。

| 運転番線 | 営業番線 | ホーム | 新宿方面着発 | 京王八王子・高尾山口方面着発 | 備考       |
| -------- | -------- | ------ | ------------ | ---------------------------- | ---------- |
| 1        | 1        | 10両分 | 到着・出発可 | 出発可                       | 下り副本線 |
| 2        | 2        | 10両分 | 到着・出発可 | 出発可                       | 下り主本線 |
| 3        | 3        | 10両分 | 出発可       | 到着可                       | 上り主本線 |
| 4        | 4        | 10両分 | 出発可       | 到着可                       | 上り副本線 |

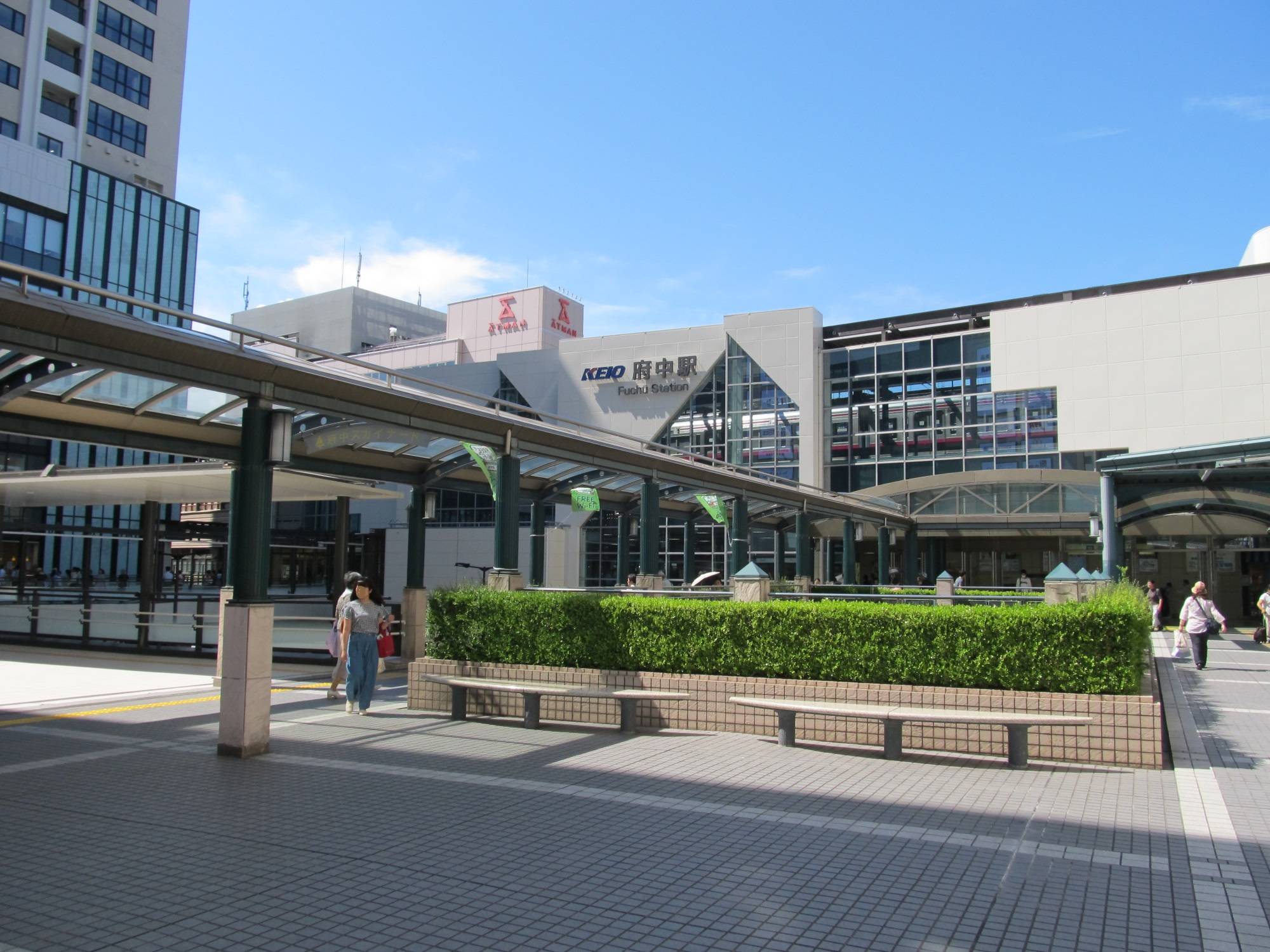
南口（2017年7月）
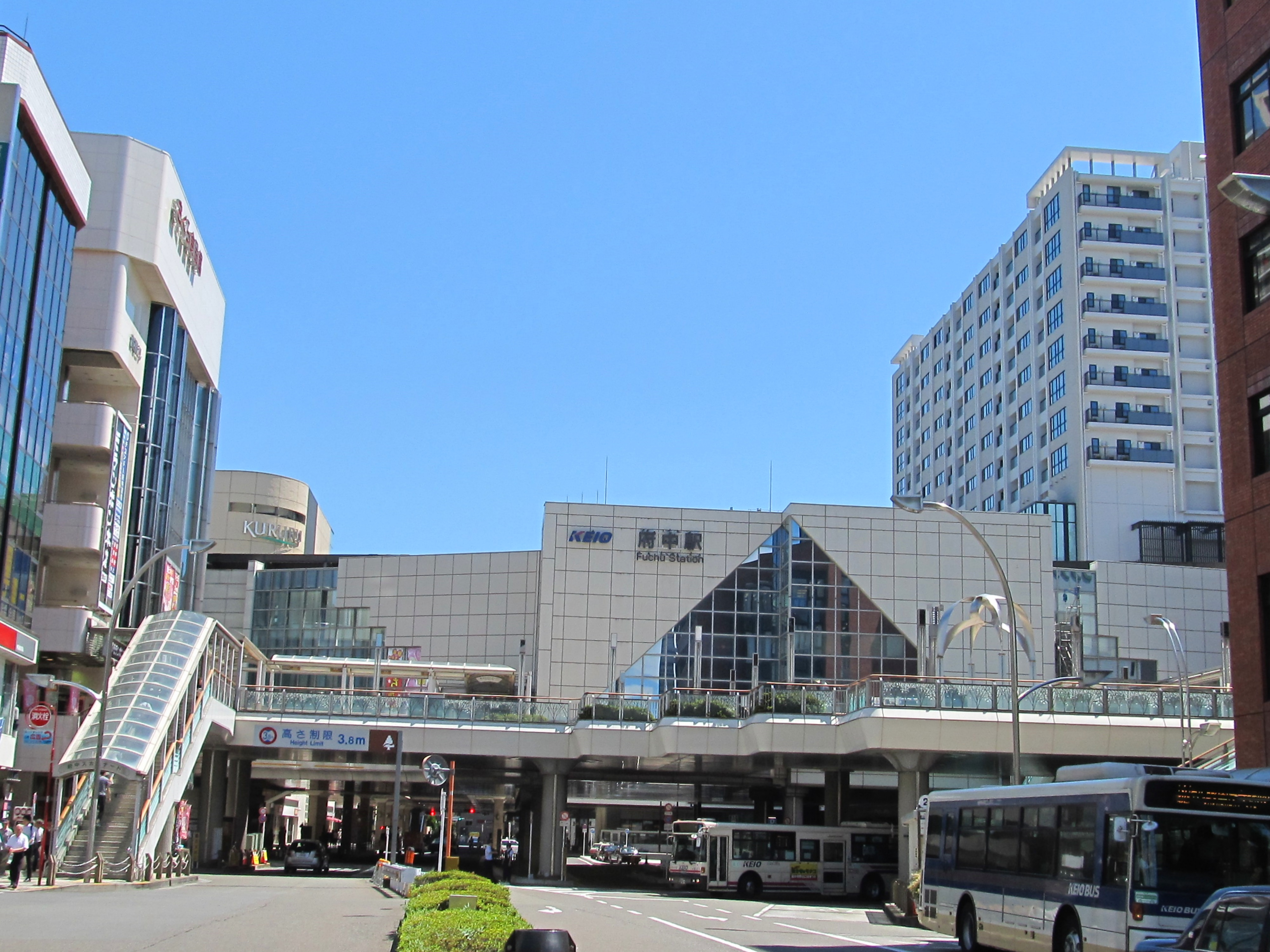
北口周辺（2017年7月）
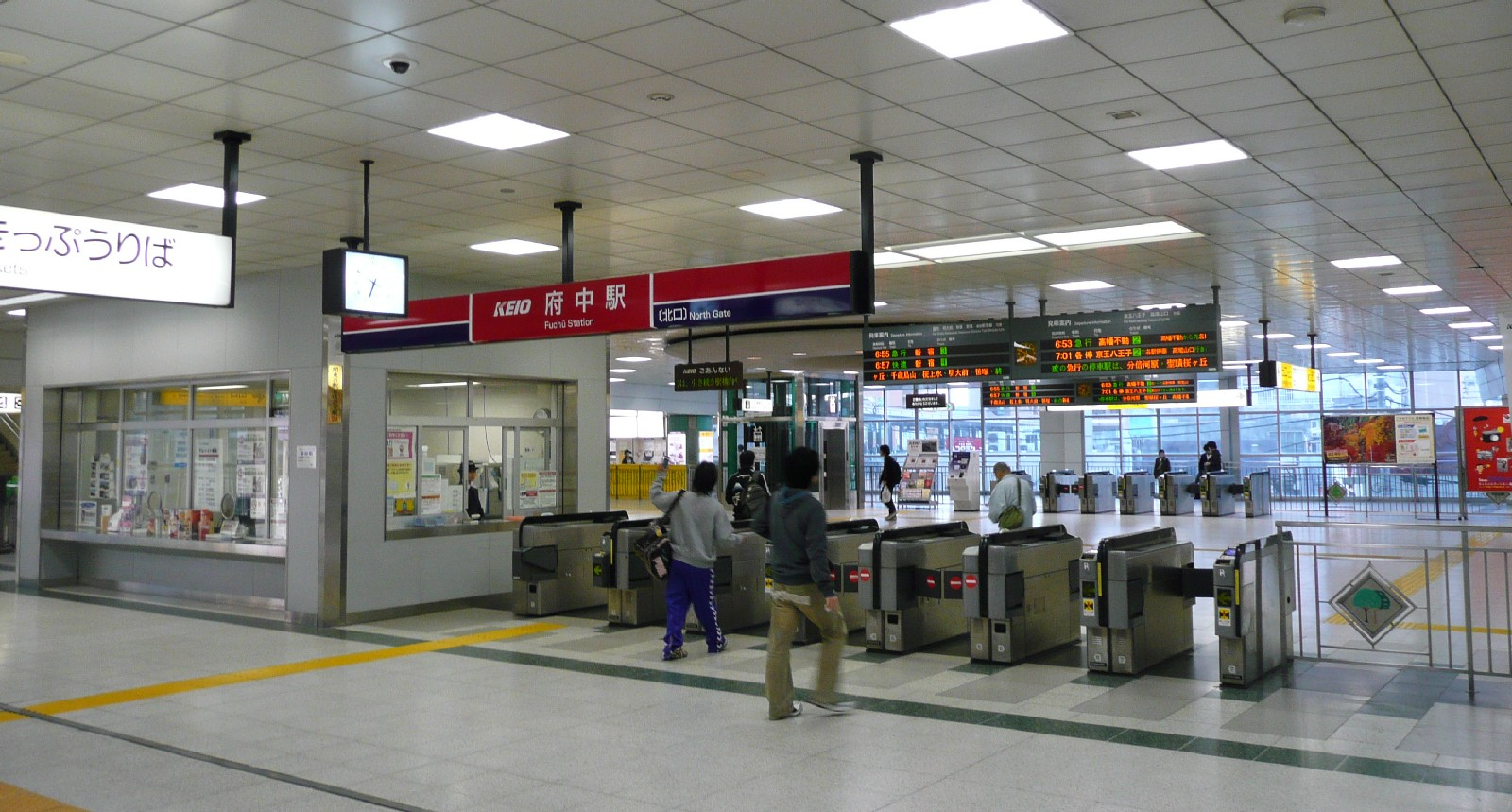
北側改札口（2008年10月）
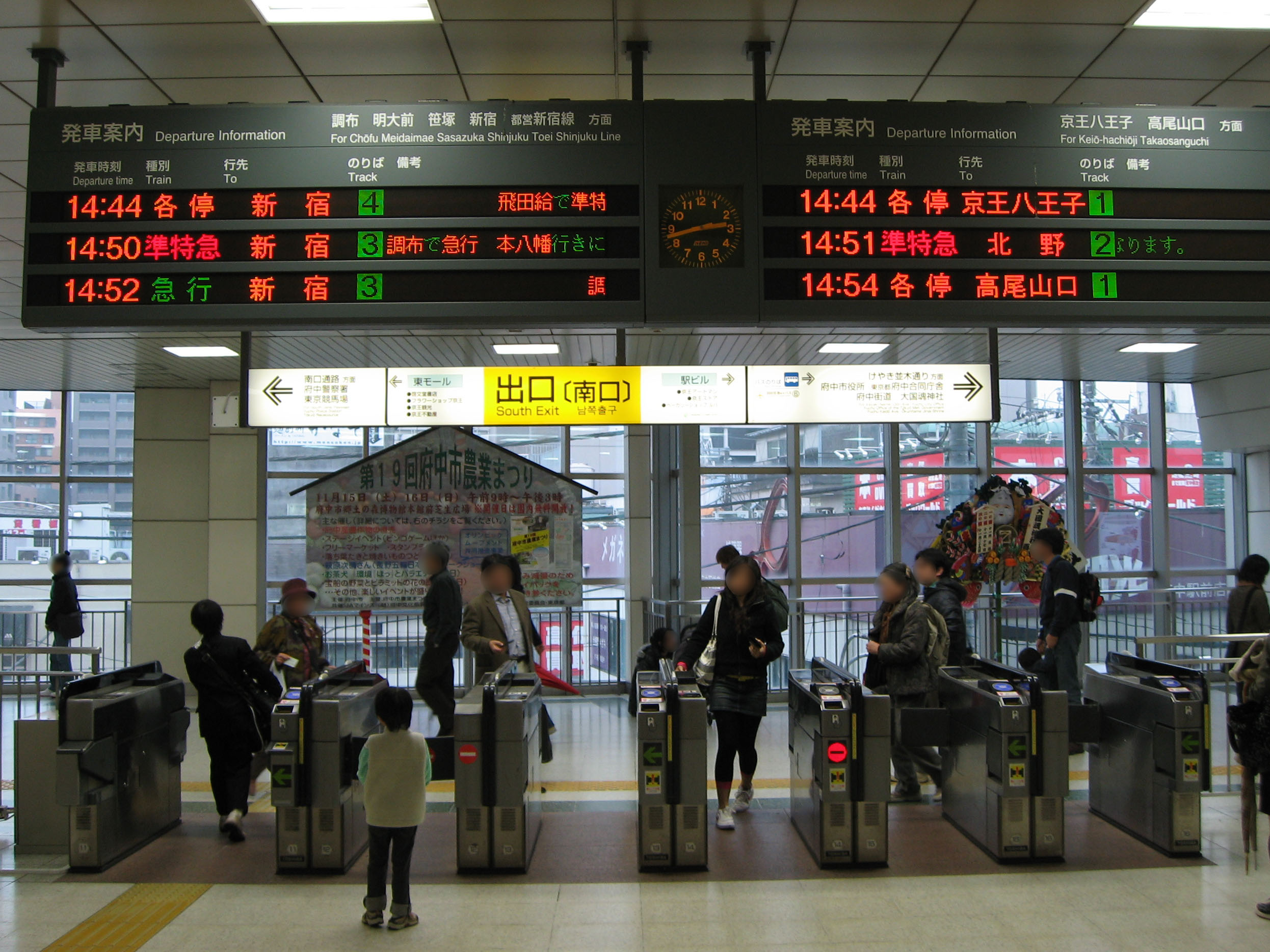
南側改札口（2008年11月16日）
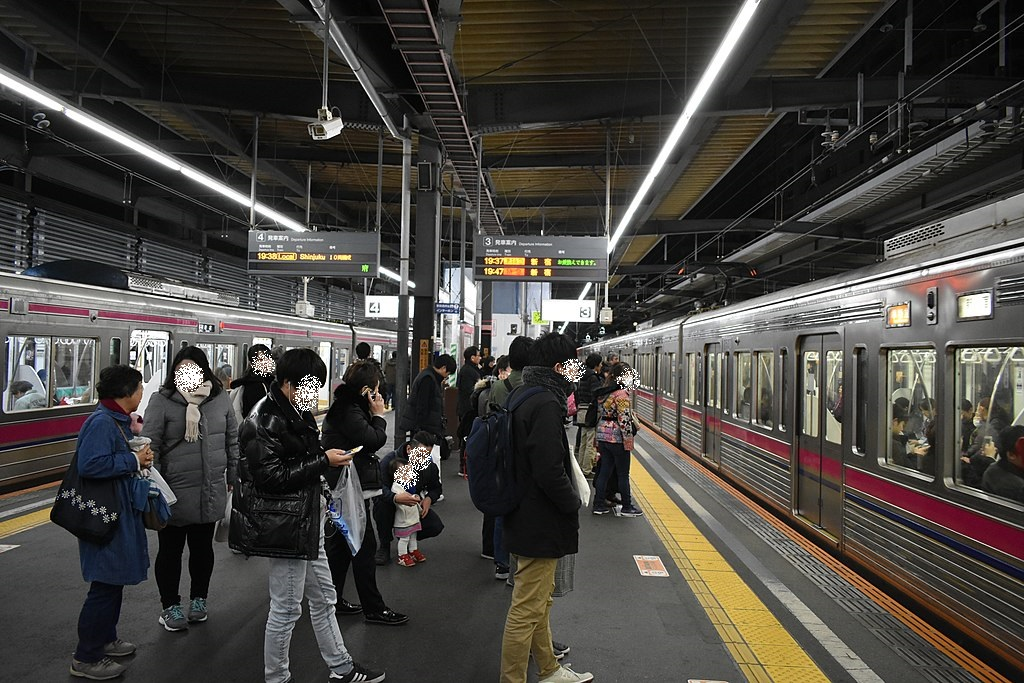
上り線ホーム（2019年2月3日）
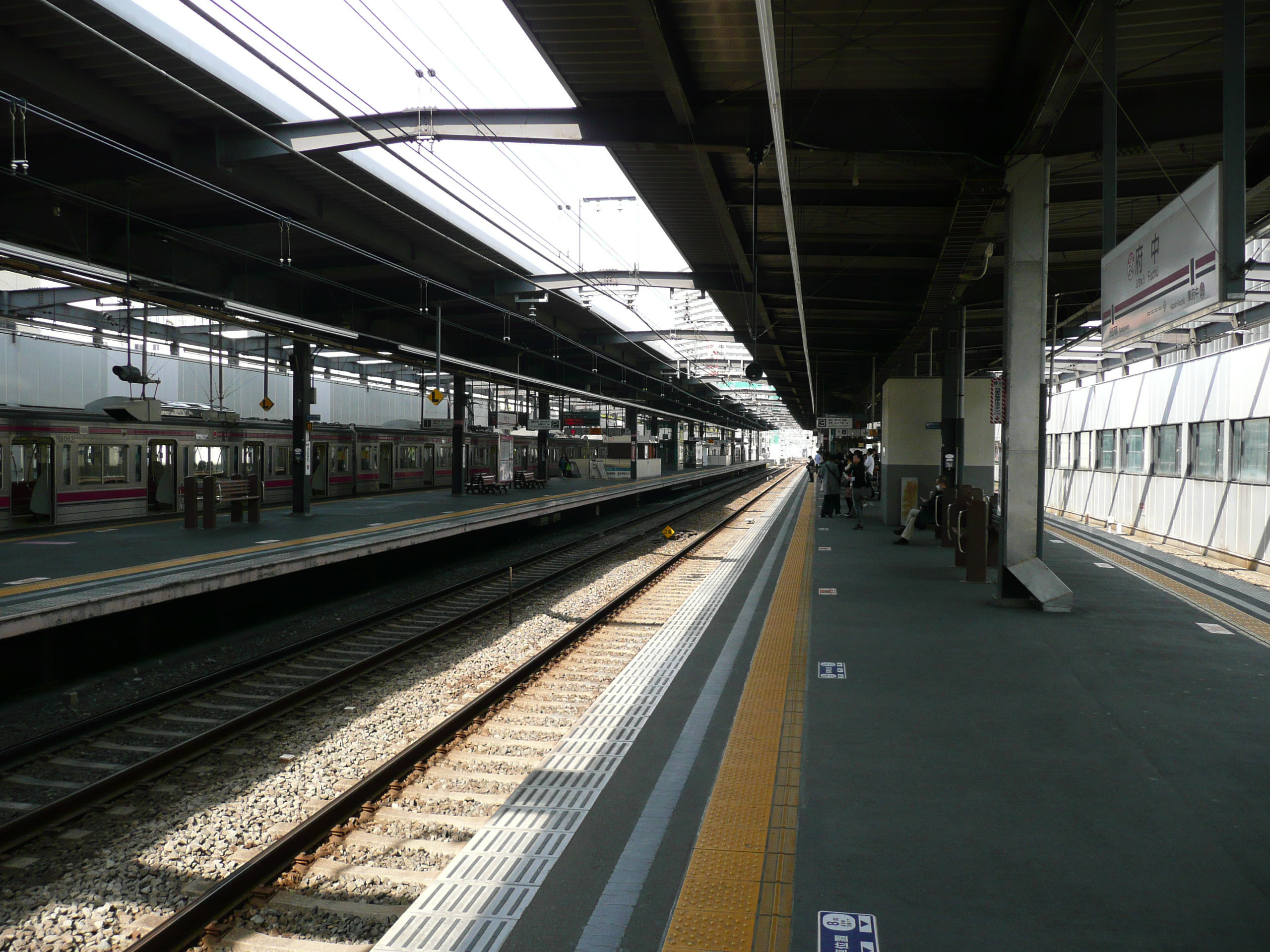
ホーム（2014年4月）

### 駅構内

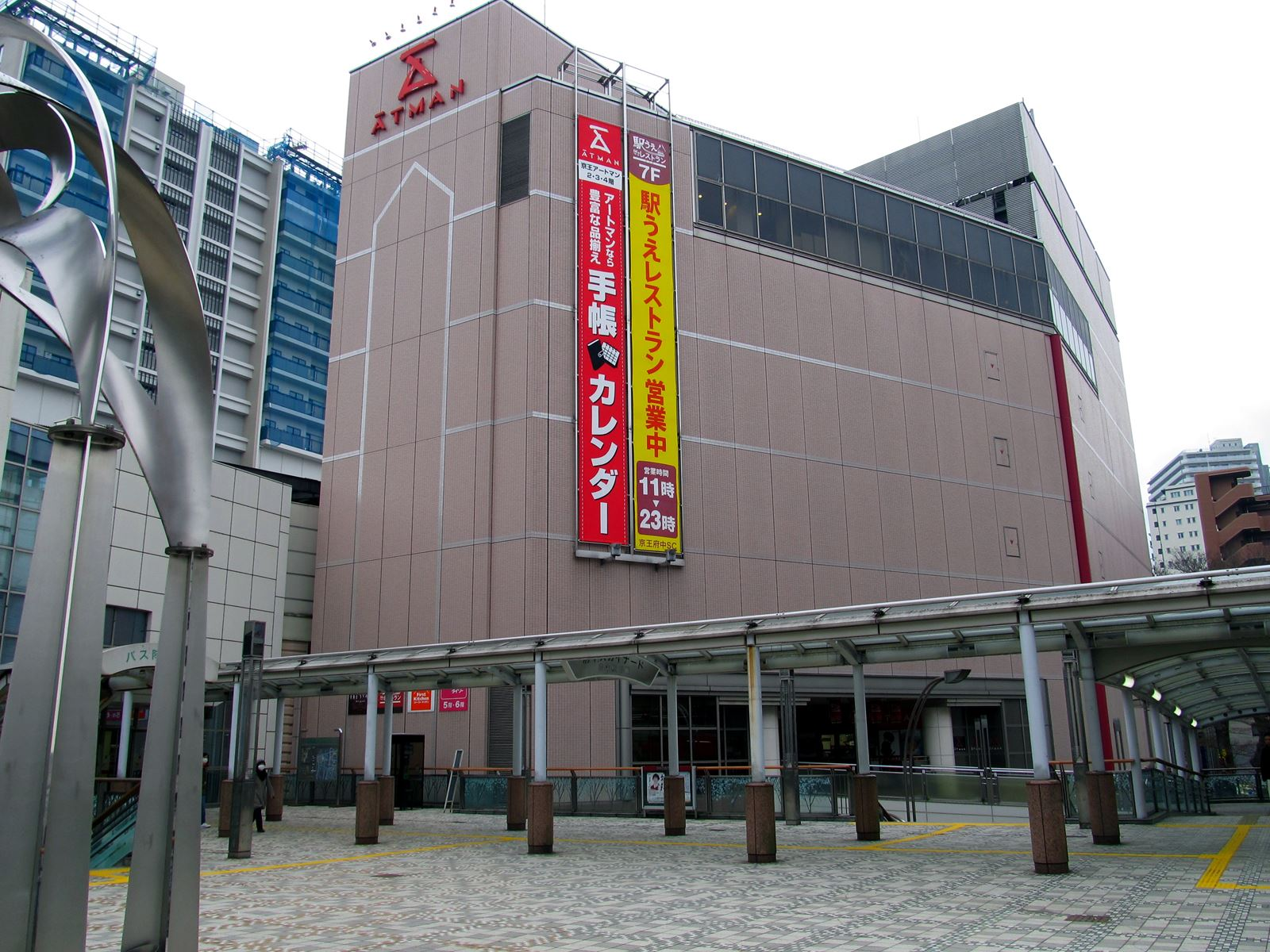
京王府中ショッピングセンター（ぷらりと京王府中）

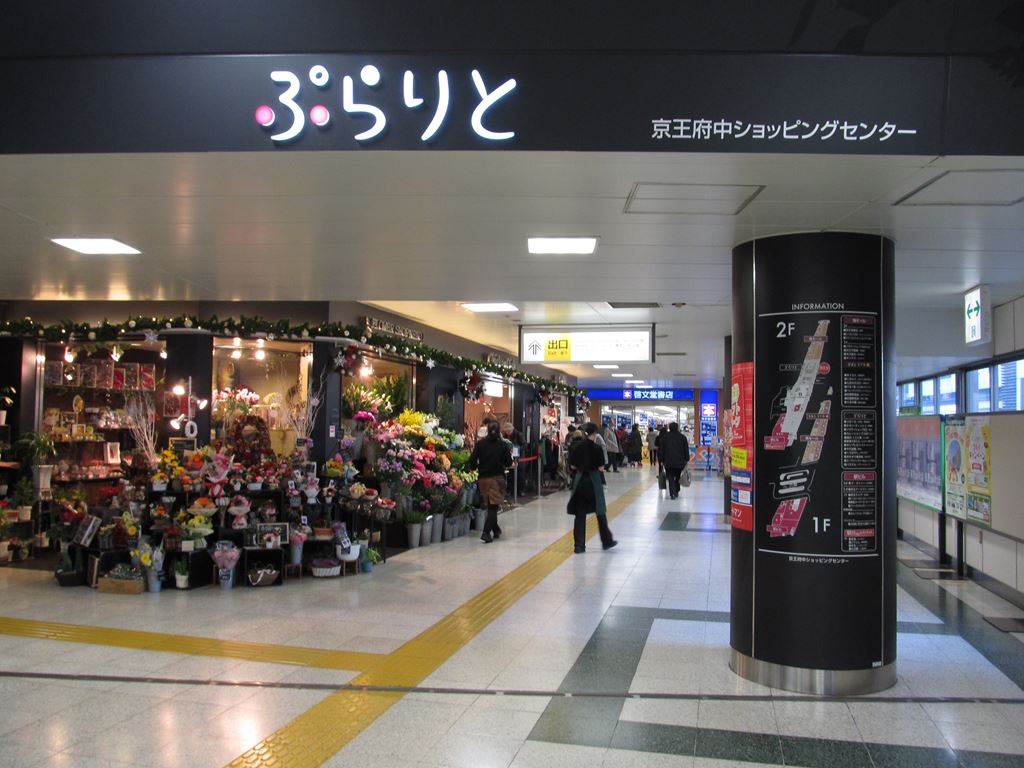
京王府中ショッピングセンター（ぷらりと京王府中）

駅構内改札外には、駅事務所、定期券売場窓口、三菱UFJ銀行やゆうちょ銀行ATMなどがある。
駅売店は「A LoT」が南口・北口改札外にあったが、北口改札前に2018年（平成30年）1月19日に駅ナカコンビニ「K-SHOP府中店」が開業、入れ替わりに同年1月31日限りで「A LoT北口改札店」が閉店した（「A LoT府中南口店」は営業中）。
駅ビル・駅ナカ商業施設として京王府中ショッピングセンター（愛称「ぷらりと京王府中」）があり、駅舎と直結している。

#### 北口側
ペデストリアンデッキ「スカイナード」は、周辺のいくつかのビル（府中グリーンプラザ、さくら食品館など）に直結しており、地上のバスターミナルへも直接降りることが可能。また国道20号（甲州街道）の陸橋部分もあり、朝日生命府中ビル脇のけやき並木通りで地上に降りることが出来る。
バスターミナルからは武蔵小金井駅、国分寺駅、国立駅などへの路線が発着する。また、名古屋駅行夜行高速バスや羽田空港行空港連絡バス、ちゅうバス（駅南側にも停留所）も乗り入れている。

#### 南口側
府中駅直結の複合施設「武蔵府中ル・シーニュ」 の他、ペデストリアンデッキにより、複合商業ビル「フォレストサイドビル」（ミッテン府中・専門店街フォーリス）と、商住複合施設の「くるる」に直結している。それらのビルを南に抜けると、大國魂神社の大鳥居が見える。
駅西側をほぼ中央として南北に伸びる通りは市道「けやき並木通り」であり、商店や銀行などが建ち並ぶ府中のメインストリートである。一方通行であり、歩行者道路ともなる。線路南側に沿って西へ向かう一方通行の通りは「国際通り」と呼び、元歓楽街の名残の他に商店や飲食店が並んでいる。

## 利用状況
2024年度（令和6年度）の1日平均乗降人員は81,516人である。京王電鉄の駅では新宿駅、渋谷駅、吉祥寺駅、調布駅、下北沢駅、橋本駅、分倍河原駅に次いで8番目に多い。この数字は接続路線が一切無い途中駅の中で最多である。
近年の1日平均乗降人員及び乗車人員の推移は下表の通りである。
| 年度               | 1日平均 乗降人員 | 1日平均 乗車人員 | 出典     |
| ------------------ | ---------------- | ---------------- | -------- |
| 1948年（昭和23年） | 9,900            |                  |          |
| 1955年（昭和30年） | 12,837           |                  |          |
| 1960年（昭和35年） | 21,554           |                  |          |
| 1965年（昭和40年） | 42,266           |                  |          |
| 1970年（昭和45年） | 61,930           |                  |          |
| 1975年（昭和50年） | 65,615           |                  |          |
| 1980年（昭和55年） | 72,843           |                  |          |
| 1985年（昭和60年） | 75,353           |                  |          |
| 1990年（平成02年） | 75,612           | 38,079           | [ * 1 ]  |
| 1991年（平成03年） |                  | 38,637           | [ * 2 ]  |
| 1992年（平成04年） |                  | 37,288           | [ * 3 ]  |
| 1993年（平成05年） |                  | 37,447           | [ * 4 ]  |
| 1994年（平成06年） |                  | 37,129           | [ * 5 ]  |
| 1995年（平成07年） | 73,817           | 37,213           | [ * 6 ]  |
| 1996年（平成08年） |                  | 40,770           | [ * 7 ]  |
| 1997年（平成09年） |                  | 39,814           | [ * 8 ]  |
| 1998年（平成10年） |                  | 40,545           | [ * 9 ]  |
| 1999年（平成11年） |                  | 40,041           | [ * 10 ] |
| 2000年（平成12年） | 78,689           | 40,126           | [ * 11 ] |
| 2001年（平成13年） | 79,899           | 40,625           | [ * 12 ] |
| 2002年（平成14年） | 79,468           | 40,452           | [ * 13 ] |
| 2003年（平成15年） | 81,433           | 40,962           | [ * 14 ] |
| 2004年（平成16年） | 81,425           | 40,975           | [ * 15 ] |
| 2005年（平成17年） | 84,601           | 42,570           | [ * 16 ] |
| 2006年（平成18年） | 86,654           | 43,397           | [ * 17 ] |
| 2007年（平成19年） | 89,113           | 44,361           | [ * 18 ] |
| 2008年（平成20年） | 89,660           | 44,636           | [ * 19 ] |
| 2009年（平成21年） | 87,639           | 43,608           | [ * 20 ] |
| 2010年（平成22年） | 85,993           | 42,778           | [ * 21 ] |
| 2011年（平成23年） | 85,343           | 42,350           | [ * 22 ] |
| 2012年（平成24年） | 86,577           | 42,992           | [ * 23 ] |
| 2013年（平成25年） | 86,933           | 43,156           | [ * 24 ] |
| 2014年（平成26年） | 85,279           | 42,318           | [ * 25 ] |
| 2015年（平成27年） | 86,949           | 43,087           | [ * 26 ] |
| 2016年（平成28年） | 88,100           | 43,721           | [ * 27 ] |
| 2017年（平成29年） | 90,224           | 44,770           | [ * 28 ] |
| 2018年（平成30年） | 90,316           | 44,816           | [ * 29 ] |
| 2019年（令和元年） | 88,769           | 43,989           | [ * 30 ] |
| 2020年（令和02年） | 62,986           | 31,173           | [ * 31 ] |
| 2021年（令和03年） | 69,727           | 34,786           | [ * 32 ] |
| 2022年（令和04年） | 75,924           |                  |          |
| 2023年（令和05年） | 79,760           |                  |          |
| 2024年（令和06年） | 81,516           |                  |          |

## 駅周辺
京王線府中駅前からJR府中本町周辺は東京多摩地域有数規模の市街地・繁華街が広がっている。ケヤキ並木など都市空間に緑も多いのが特徴である。

### 再開発ビル
- ミッテン府中：2021年（令和3年）開業。伊勢丹府中店跡地に開業した家電量販店のノジマが運営するショッピングセンター。
- フォーリス：1996年（平成8年）4月3日開業。ミッテン府中と直結している。
- くるる：核店舗はタイトーステーション、TOHOシネマズ府中。
- 武蔵府中ル・シーニュ

### 公共施設
- 府中市役所
- 警視庁府中警察署
- 東京消防庁 府中消防署
- 武蔵府中郵便局
- 東京都府中合同庁舎
- ルミエール府中（府中市市民会館・府中市立中央図書館）
- 府中市立府中第一小学校
- 東京都立農業高等学校

### その他
- 大國魂神社
- 国道20号（甲州街道）
- 府中本町駅：徒歩約10分。

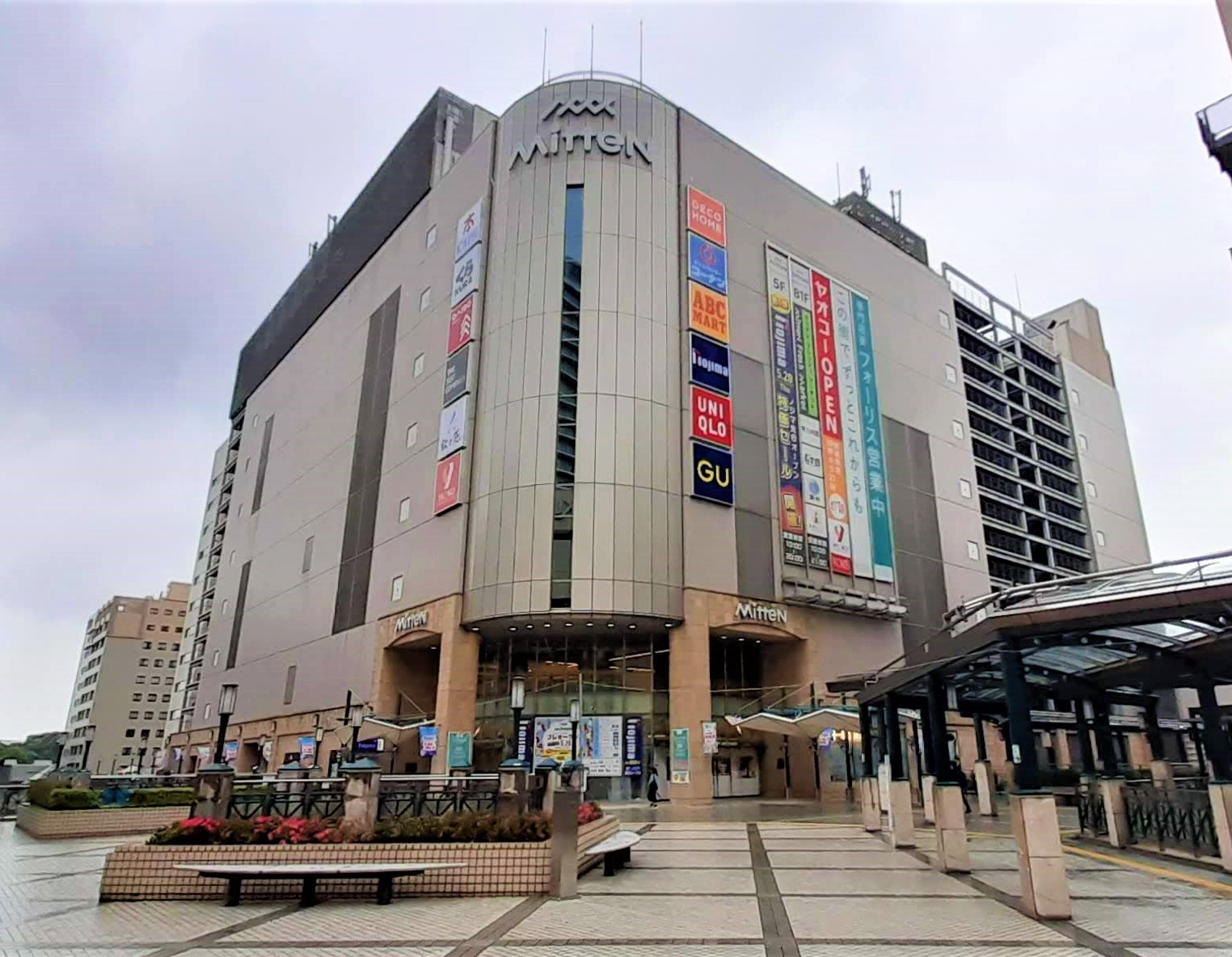
MitteN府中
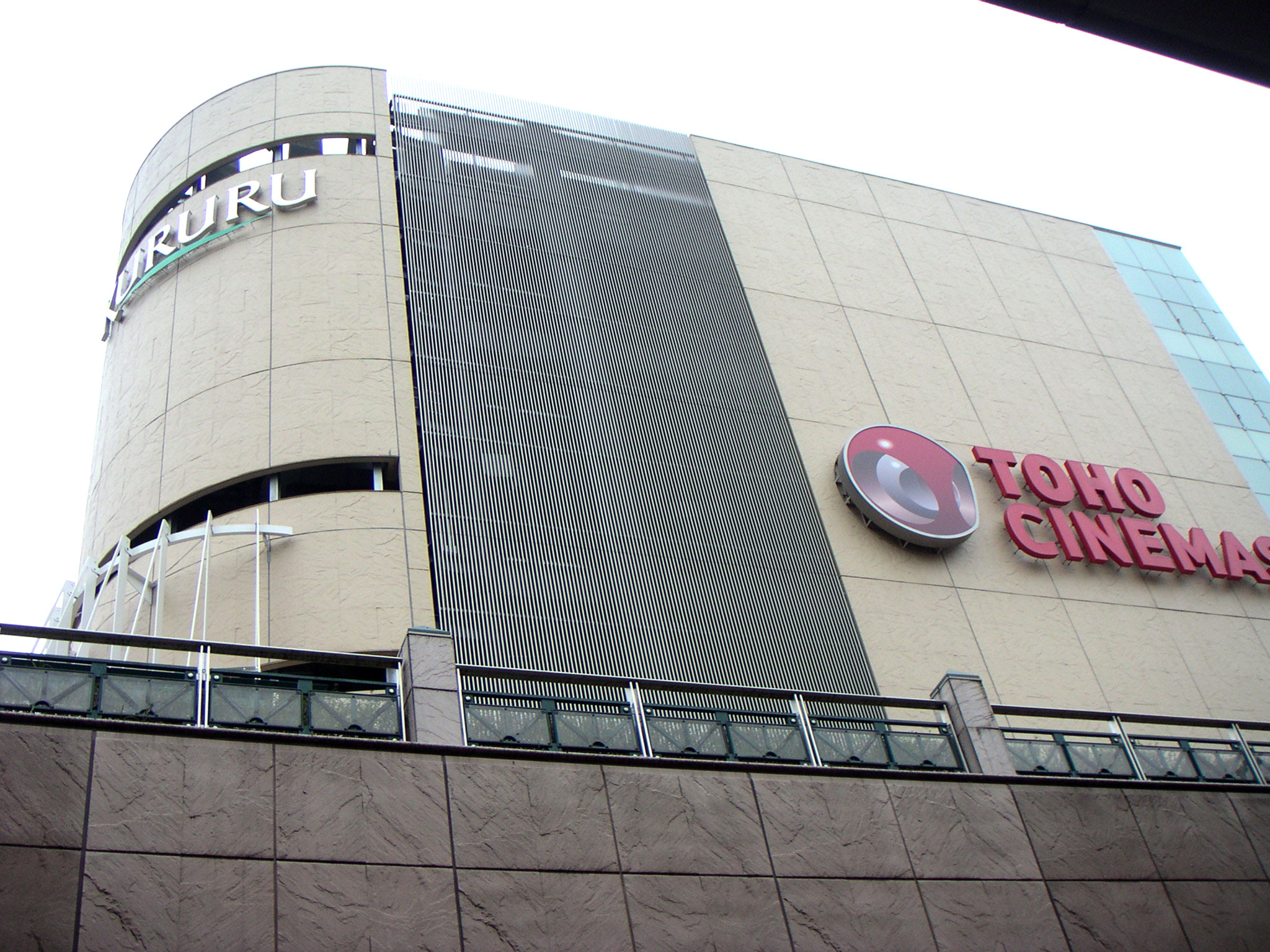
くるる
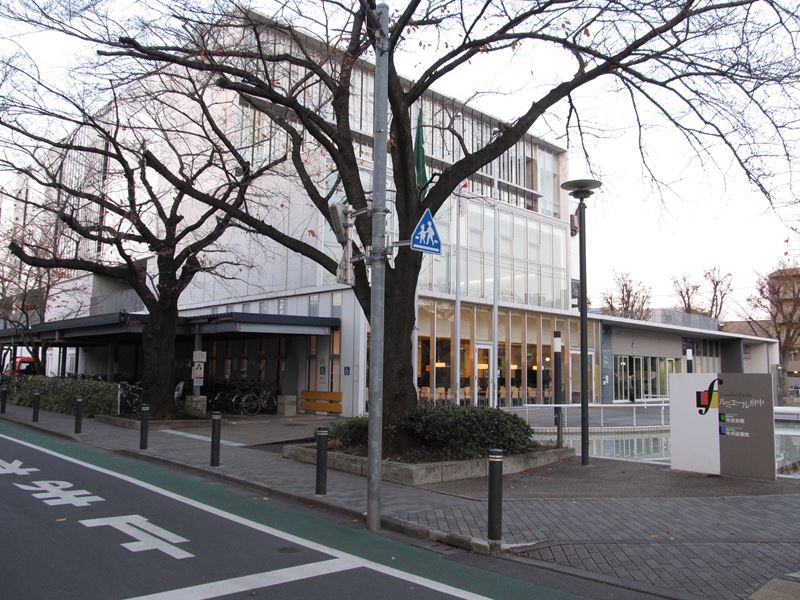
ルミエール府中
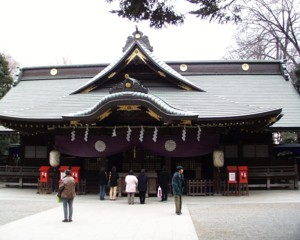
大國魂神社

## バス路線
京王バス・府中市コミュニティバス「ちゅうバス」・東京空港交通（リムジンバス）の路線が発着する。各路線の詳細は京王バス府中営業所、京王バス調布営業所（高速バス・深夜急行バス）を参照。
| 乗場 | 系統         | 主要経由地                         | 行先                         | 運行事業者          | 備考                                     |
| ---- | ------------ | ---------------------------------- | ---------------------------- | ------------------- | ---------------------------------------- |
| 1番  | 武71         | 一本木                             | 武蔵小金井駅南口             | ■京王               |                                          |
| 1番  | 武73         | 学園通郵便局                       | 武蔵小金井駅南口             | ■京王               |                                          |
| 1番  | 寺92         | 学園通郵便局                       | 国分寺駅南口                 | ■京王               |                                          |
| 1番  | 府02         | 学園通郵便局                       | 東芝前                       | ■京王               | 1日1本のみ                               |
| 2番  | 国17         | 谷保駅                             | 国立駅南口                   | ■京王               |                                          |
| 2番  | 府42         | インテリジェントパーク・美好町     | 第七小学校循環               | ■京王               | 土休日朝1本のみ                          |
| 2番  | 府46         | インテリジェントパーク             | 第七小学校循環               | ■京王               |                                          |
| 2番  | 府46         | インテリジェントパーク             | 東芝南門                     | ■京王               | 朝1本のみ                                |
| 2番  | 府46         | インテリジェントパーク・第七小学校 | 富士見公園前                 | ■京王               | 平日は19時台から運行。土休日は21時台のみ |
| 2番  | 西国44       | 西原町南・武蔵台学園               | 西国分寺駅                   | ■京王               | 平日朝3本のみ                            |
| 2番  | 西国45       | 第七小学校・武蔵台学園             | 西国分寺駅                   | ■京王               |                                          |
| 3番  | 急行         |                                    | 明星学苑                     | ■京王               | 朝のみ                                   |
| 3番  | 寺91         | 明星学苑                           | 国分寺駅南口                 | ■京王               |                                          |
| 4番  | 国02         | 東芝前                             | 国立駅南口                   | ■京王               | 早朝・夜間のみ                           |
| 4番  | 国03         | 東芝前・総合医療センター           | 国立駅南口                   | ■京王               | 早朝・夜間以外                           |
| 4番  | 府21         | 東芝前                             | 総合医療センター             | ■京王               | 早朝・夜間以外                           |
| 4番  | 府52         | 府中市役所・分倍河原駅             | 郷土の森総合体育館           | ■京王               | 土休日3本のみ                            |
| 4番  | 府61         | 府中市役所                         | 稲城市立病院                 | ■京王               | 平日1本のみ                              |
| 4番  | 直行         |                                    | 府中営業所                   | ■京王               |                                          |
| 4番  | 空港連絡バス |                                    | 成田空港                     | ■京王               |                                          |
| 5番  | 高速バス     |                                    | 名鉄バスセンター（名古屋駅） | ■京王               |                                          |
| 5番  | 空港連絡バス |                                    | 羽田空港                     | ■京王 ■東京空港交通 |                                          |
| 5番  | ちゅうバス   | 是政循環                           | 是政駅方面                   | ■京王               |                                          |
| 5番  | ちゅうバス   | 朝日町ルート・武蔵野台駅南口       | 多磨駅                       | ■京王               |                                          |
| 6番  | ちゅうバス   | 北山町循環                         | 北山町四丁目方面             | ■京王               |                                          |
| 6番  | ちゅうバス   | 北山町循環                         | 武蔵台文化センター西         | ■京王               | 夜間1本のみ                              |
| 6番  | ちゅうバス   | よつや苑西ルート                   | 中河原駅・よつや苑西方面     | ■京王               |                                          |
| 7番  | ちゅうバス   | 多磨町ルート                       | 多磨町                       | ■京王               |                                          |
| 7番  | ちゅうバス   | 押立町ルート・競艇場前駅南口       | 武蔵野台駅南口               | ■京王               |                                          |

- 深夜急行バス 渋谷駅→府中駅（京王バス） ※ 降車のみ
- 深夜急行バス 新宿駅西口→府中駅（京王バス） ※ 降車のみ
- 深夜急行バス 新宿駅西口→府中駅→国立駅（京王バス） ※ 降車のみ

## 当駅を舞台にしたアニメ・ゲーム
- ちはやふる：駅周辺の施設や1・2番線ホームが描かれている[27][28]。
- ウマ娘 プリティーダービー - アニメ版では駅前の商店街の風景、ゲーム版では北口の駅前とペデストリアンデッキ、3・4番線ホームが描かれている。

## 隣の駅
京王電鉄
 京王線
- □「京王ライナー」（下りは当駅以遠座席指定券不要、上りは乗車のみ）、□「Mt.TAKAO号」（上りのみ乗車可）停車駅

■特急
調布駅 (KO18)  - 府中駅 (KO24) - 分倍河原駅 (KO25)
■急行・■区間急行・■快速・■各駅停車（区間急行は上りのみ、快速は下りのみ運転）
東府中駅 (KO23) - 府中駅 (KO24) - 分倍河原駅 (KO25)
- イベントなどの開催時には、通常の隣の停車駅との間にある以下の駅に停車することがある。
  - 東京競馬場開催時には、一部の特急が隣の東府中駅に停車する（同駅で府中競馬正門前行に接続）。
  - 味の素スタジアム、武蔵野の森総合スポーツプラザでのイベント開催時には、一部の特急が飛田給駅に停車する場合がある。